# Rudka Łowiecka
Rudka Łowiecka – wieś w Polsce położona w województwie lubelskim, w powiecie włodawskim, w gminie Hańsk.
W latach 1975–1998 miejscowość administracyjnie należała do województwa chełmskiego.
Wieś stanowi sołectwo gminy Hańsk.  Według Narodowego Spisu Powszechnego z roku 2011 wieś liczyła 83 mieszkańców. 